# Winnie Puuh auf großer Reise
Winnie Puuh auf großer Reise: Die Suche nach Christopher Robin (Originaltitel: Pooh’s Grand Adventure: The Search for Christopher Robin) ist die fünfte DTV-Produktion der Walt Disney Company. Regie führte Karl Geurs.

## Handlung
Es ist der letzte Sommertag im Hundertmorgenwald, den Winnie Puuh mit seinem besten Freund Christopher Robin genießt. Christopher Robin hat Puuh etwas zu sagen, bringt jedoch nicht den Mut dazu auf; Puuh wiederum meint eine unschöne Nachricht kann warten. Bei Sonnenuntergang bringt Christopher Robin Puuh das „Nichts tun“ bei und lehrt ihn, dass man mutiger, stärker und klüger ist, als man sich selbst zutraut.
Am nächsten Morgen ist Christopher Robin verschwunden, hat jedoch einen Brief an einem Honigtopf für Puuh hinterlassen. Puuh schleckt jedoch sofort den Honig, wodurch die Schrift auf dem Brief verläuft und weder Puuh noch Rabbit ihn lesen können. Als Eule den Brief liest, liest er fälschlicherweise daraus, dass sich die Freunde Sorgen machen müssen und Christopher Robin weit weg in einer Felsformation namens Skull(englisch für Schädel oder Totenkopf) gefangen ist. Die Einwohner des Hundertmorgenwaldes machen sich auf die Suche nach Christopher Robin in den nördlichen Teil des Hundertmorgenwaldes, genannt Das Unbekannte und Ungewisse. Eule warnt sie vor vielen Gefahren wie Heffalumps, Wusels und Jagulars sowie dem Monster Skullosaurus(im Original Skullasaurus), welches im Norden sein Unwesen treibt.
Auf dem Weg zum Skull kommen sie an rätselhaften Orten vorbei. Bei einem Felsen hören sie erstmals das ferne Brüllen des Skullosaurus, woraufhin sie in Panik auf eine Wiese flüchten. Auf der von Eule geschriebenen Karte ist diese als Netter friedlicher Ort gekennzeichnet, stellt sich jedoch als fast undurchdringliches Dornengestrüpp aus fleischfressenden Pflanzen heraus. Sie kommen bei einer Blumenwiese raus, wo Ferkel sich mit einem Schwarm Schmetterlinge anfreundet. Als diese ihn jedoch in die Luft heben, verliert er aufgrund seiner Höhenangst beinahe den Mut. Später sieht Winnie Puuh in der Ferne das Gebirge, in dem der Skull liegt und will direkt dorthin, Rabbit will jedoch streng der auf der Karte vorgegebenen Route folgen. Während seines gesungenen Vortrags darüber bleibt die Karte an einem Geäst hängen und zerreißt. Tigger folgt der vom Wind fortgetragenen Hälfte der Karte bis zu einem umgestürzten Baumstamm, der über einer Schlucht liegt. Unter der Last von Tiggers Sprüngen knackst der Stamm durch und stürzt mitsamt Tigger einige Meter ab. Seine Freunde erreichen die Schlucht und wollen Tigger dazu animieren zu ihnen hochzuspringen. Tigger selbst traut sich das jedoch nicht zu, da er weniger Sprungkraft hat als sonst. Daraufhin bilden die anderen eine Kette und erreichen Tigger rechtzeitig, bevor der Stamm endgültig abstürzt. I-Aah, der sich ganz oben an einer Wurzel festhält, lässt jedoch aus Versehen los, sodass alle in die Schlucht fallen. Sie landen jedoch unverletzt mit beiden Kartenhälften im Schlamm und setzen die Suche mit neuem Mut fort.
Bei Rabbit ist dieser jedoch nach kurzer Zeit wieder verflogen. Er kann die stark in Mitleidenschaft gezogene Karte nicht mehr richtig entziffern und bezweifelt, dass er klug genug ist um sie zum Ziel zu führen. Schließlich finden sie im Gebirge eine Höhle und wollen eine Nacht drüber schlafen. Am nächsten Morgen entdeckt Ferkel mit Entsetzen, wo sie sind – die Höhle, in der sie übernachtet haben, ist der Skull! Da der Skull zu hoch ist, um das Auge des Skull, in dem Christopher Robin gefangen sein soll, zu erklimmen, wollen sie im Inneren einen Weg dorthin finden. An einer Weggabelung teilen sie sich auf. Nach einigen Strapazen im Höhlensystem finden Ferkel, Tigger, Rabbit und I-Aah wieder zusammen. Auch Puuh sehen sie durch eine große Kristallwand, halten die verzerrte Projektion Puuhs jedoch für den Skullosaurus und fliehen, während Puuh, durch die Rufe seiner Freunde verängstigt, nicht merkt, dass er auf einen Abhang zuläuft. Er rutscht ab, gleitet eine Kristallrutsche entlang, fliegt durch die Luft und landet in einem Loch in einer weiteren Kristallwand. Von dort aus kann er den Raum der Höhle einsehen, in welchem seine Freunde gleich darauf auf einem Vorsprung eintreffen. Diese stehen noch unter Schock, weil sie Puuhs Schreie gehört haben und denken er sei Opfer des Skullosaurus geworden. Erfreut stellen sie jedoch fest, dass sich der Eingang zum Auge an der Wand gegenüber befindet. Da die Karte inzwischen völlig unbrauchbar geworden ist, muss sich Rabbit selbst überlegen, wie sie über den Abgrund dorthin gelangen können. Als er neben dem Eingang einen Vorsprung mit einer lianenartigen Wurzel erblickt, hat er eine Idee: Tigger soll mit Ferkel zu dem Vorsprung springen, und Ferkel soll die Wurzel zu ihnen runterwerfen, damit sie alle zum Auge hochklettern können. Tigger und Ferkel sind sich zuerst unsicher ob sie das schaffen, doch Tigger holt alles aus sich raus und erreicht den Vorsprung, wo Ferkel seiner Höhenangst zum Trotz die Wurzel herunterwirft. Puuh freut sich über den Erfolg seiner Freunde und kann sich aus der Kristallwand befreien, rutscht jedoch wieder einen Abhang runter und landet diesmal in einer Mulde, wo er aus eigener Kraft nicht mehr rauskommt.
Puuh wird beim Gedanken daran, seine Freunde und Christopher Robin nie wieder zu sehen, von Traurigkeit übermannt. Besonders tragisch findet er, dass ihm die Worte entfallen sind, die Christopher Robin ihm mit auf den Weg gegeben hatte. Als er sich jedoch an das erinnert, was seine Freunde soeben geleistet haben, fallen sie ihm wieder ein. Im Auge wiederum sehen sich die anderen zuerst mit dem Skullosaurus konfrontiert, es handelt sich jedoch nur um den Schatten von Christopher Robin, der ihnen nachgelaufen ist. Von ihm erfahren sie den wahren Inhalt des Briefes: dass sie sich keine Sorgen machen mussten und er nicht weit weg, sondern nur in der Schule war. An einem Seil lässt Christopher Robin einen Honigtopf herunter und befreit so Puuh aus der Mulde. Puuh freut sich sehr seinen besten Freund wieder zu sehen.
Beim Verlassen des Skull erfahren Winnie Puuh, Ferkel und die anderen von Christopher Robin, dass vieles einem selbst unheimlich verzerrt erscheint, wenn man allein ist oder Angst hat. So war das vermeintliche Brüllen die ganze Zeit Puuhs Magenknurren, der Skull ist in Wahrheit viel kleiner, und die fleischfressenden Pflanzen entpuppen sich als harmlose Heckenrosen. Christopher Robin erklärt Winnie Puuh in der Abschlussszene, dass er fortan jeden Tag zur Schule gehen muss, sich die Bewohner des Hundertmorgenwaldes jedoch weiterhin keine Sorgen deshalb machen müssen, und er und Puuh sich trotzdem jeden Tag sehen werden.

## Kritik
„Ein solider Unterhaltungsspaß, der auf die attraktive Zugkraft seiner Charaktere baut, ohne sie durch ihre serielle Zeichentrickmachart zu wirklichem Leben erwecken zu können. Eine Vielzahl an Liedern, die die Produktion in die Nähe eines Musicals rücken, drücken gelegentlich ein Übermaß an Kitsch aus.“

## Auszeichnungen
Der Film war 1998 in fünf Kategorien für den Annie Award nominiert, konnte jedoch keinen Preis gewinnen.

## Hintergrund
Dieser Film ist der letzte der Winnie-Puuh-Reihe, in dem Paul Winchell Tigger die Stimme leiht. Sein Nachfolger wurde Jim Cummings, der Tigger ab 1990 bereits in der Serie Neue Abenteuer mit Winnie Puuh gesprochen hatte und zudem bereits seit 1988 der Sprecher von Winnie Puuh ist. Zudem ist dies die letzte Filmproduktion, in der das damalige deutsche Sprecherteam den Charakteren die Stimmen lieh.

## Synchronsprecher
Die deutsche Synchronisation entstand bei Michael Eiler Synchron GmbH und Blackbird Music Musik-und Filmsynchronproduktion GmbH.
| Rolle             | englischer Sprecher | deutscher Sprecher |
| ----------------- | ------------------- | ------------------ |
| Erzähler          | David Warner        | Roland Hemmo       |
| Winnie Puuh       | Jim Cummings        | Heinz Palm         |
| Tigger            | Paul Winchell       | Wolfgang Kühne     |
| Ferkel            | John Fiedler        | Santiago Ziesmer   |
| Rabbit            | Ken Samson          | Uwe Paulsen        |
| I-Aah             | Peter Cullen        | Wolfgang Kühne     |
| Christopher Robin | Brady Bluhm         | Mattheo Kausch     |
| Eule              | André Stojka        | Peter Groeger      |

- Buch und Dialogregie: Rainer Martens
- Musikalische Leitung und Liedtexte: Andreas Hommelsheim
- Kreative Gesamtleitung: Benjamin Wegener

## Trivia
- Ironischerweise klingt das Wort „skull“, wenn man es nach den deutschen Ausspracheregeln spricht – wie in der deutschen Synchronisation des Films – sehr ähnlich wie das englische Wort „school“ für „Schule“.
- Wie der Film Winnie Puuh von 2011 basiert bei diesem Film die Rahmenhandlung auf dem fünften Kapitel von Pu baut ein Haus. Im Gegensatz zum Buch ist hier nicht der Balzrück, sondern der Skullosaurus die vermeintliche Bedrohung.

## Musikstücke
- Für immer und ewig (Forever and Ever)
- Abenteuer sind toll (Adventure is a Wonderful Thing)
- Die Karte hat stets recht (If It Says So)
- Wo magst du nur sein (Wherever You Are)
- So ist das Leben schön (Everything is Right)
- Wherever You Are - Reprise (Abspann)